# Sama Dua
Sama Dua is een bestuurslaag in het regentschap Aceh Timur van de provincie Atjeh, Indonesië. Sama Dua telt 397 inwoners (volkstelling 2010).